# Тетиев
Тети́ев (укр. Тетіїв) — город в Киевской области Украины. Входит в Белоцерковский район (образуя Тетиевскую городскую общину); до 2020 года был административным центром упразднённого Тетиевского района.

## Географическое положение
Находится на Приднепровской возвышенности на реке Роська, за 148 км от Киева.

## История
В 1514 году Тетиев упоминается в письменных источниках как поселение Великого княжества Литовского.
После Люблинской унии 1569 года город вошёл в Брацлавское воеводство Речи Посполитой.
В 1606 году Тетиев получил магдебургское право.
В 1648 году население города участвовало в восстании Хмельницкого.
В 1768 году в ходе Колиивщины город заняли гайдамаки, но после подавления восстания и возвращения в Тетиев польских властей в Тетиеве были казнены около тысячи участников восстания.
После второго раздела Речи Посполитой в 1793 году поселение вошло в состав Российской империи и стало местечком Таращанского уезда Киевской губернии.
В 1820-х годах на месте деревянной католической церкви был построен каменный костел св. Яна Непомуцкого, рядом с костелом была возведена часовня (которая впоследствии служила родовой усыпальницей для семьи Свейковских).
В январе 1918 года в Тетиеве была установлена Советская власть, но в марте 1918 года город и уезд оккупировали наступающие немецкие войска. В дальнейшем, в ходе гражданской войны власть несколько раз менялась, в 1920 году Советская власть была восстановлена.
В 1923—1930 гг. Тетиев входил в Белоцерковский округ.
С 3 декабря 1931 года здесь началось издание районной газеты.
В ходе Великой Отечественной войны с 17 июля 1941 года до 3 января 1944 года посёлок был оккупирован немецкими войсками, в период оккупации здесь действовал подпольный райком КП(б)У, а в районе — советский партизанский отряд.
После войны посёлок был восстановлен, было проведено централизованное водоснабжение и газификация.
В январе 1959 года численность населения составляла 7523 человек.
18 марта 1968 года Тетиев получил статус города районного подчинения.
В 1975 году численность населения составляла 12,1 тыс. человек, здесь действовали кирпичный завод, маслодельный завод, хлебозавод и комбикормовый завод.
В 1984 году здесь действовали кирпичный завод, маслодельный завод, завод продовольственных товаров, филиал Белоцерковского швейно-галантерейного объединения, межколхозная строительная организация, райсельхозтехника, райсельхозхимия, комбинат бытового обслуживания, 5 общеобразовательных школ, музыкальная школа, больница, Дом культуры, 9 библиотек и краеведческий музей.
В январе 1989 года численность населения составляла 14 605 человек.
В мае 1995 года Кабинет министров Украины утвердил решение о приватизации находившихся в городе завода «Символ» и АТП-13241, в июле 1995 года было утверждено решение о приватизации двух совхозов.
На 1 января 2013 года численность населения составляла 13 329 человек.

## Современное состояние
Большое значение имеет торговля. Магазины, МАФы размещены в разных микрорайонах города.
В городе выходит газета «Тетіївська земля».

## Транспорт
Через город проходит линия Казатин — Жашков Юго-Западной железной дороги, станция Тетиев (на западной окраине города находится остановочный пункт Слободской Пост).
Действует автостанция.

## Достопримечательности

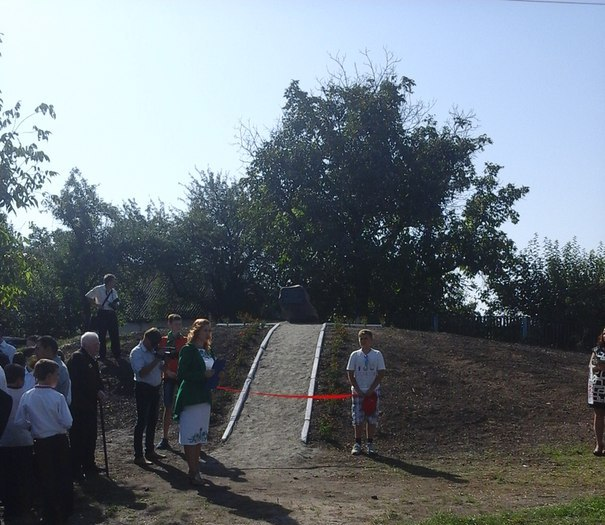
Курган «Красная могила»

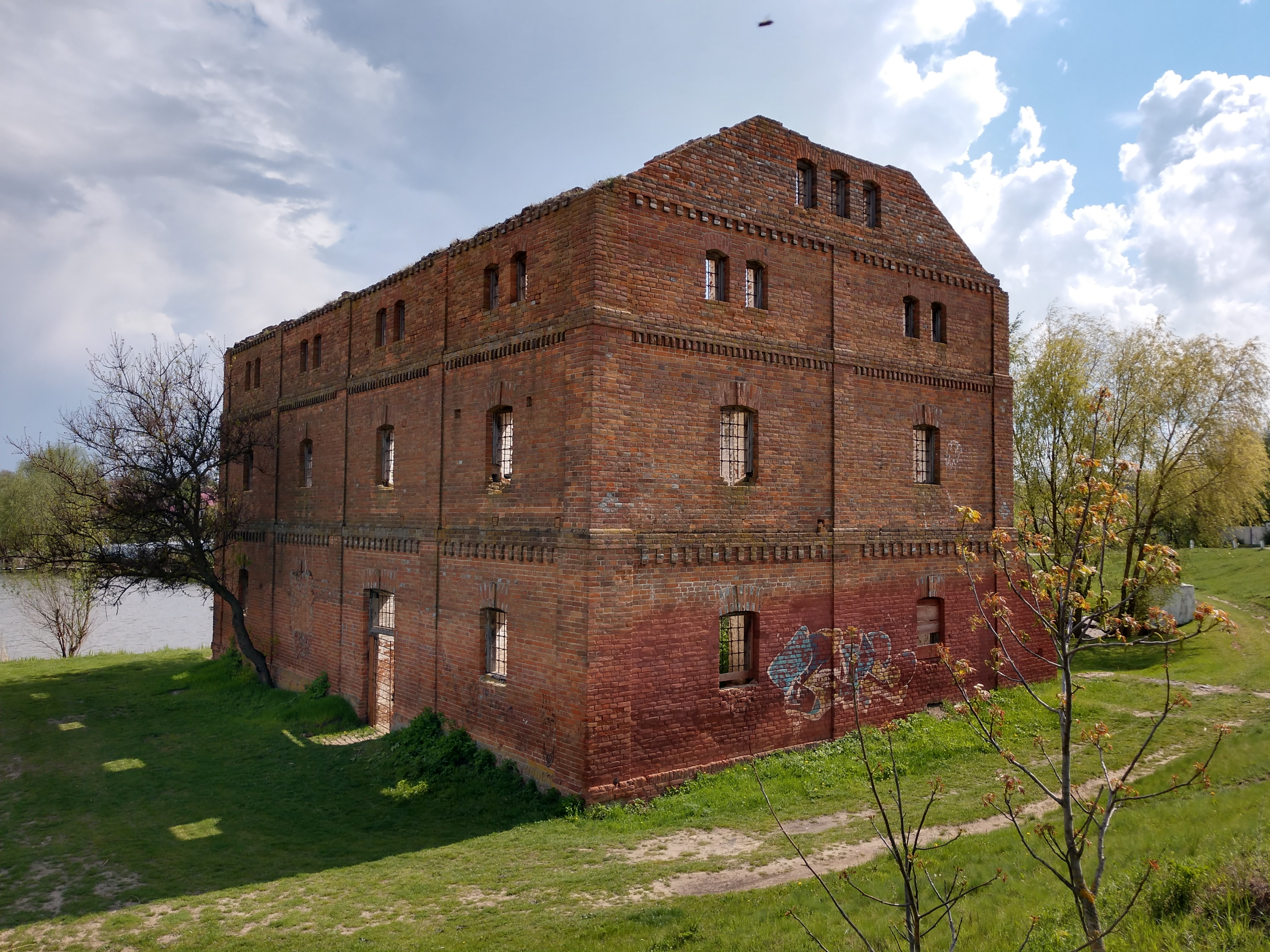
Здание водяной мельницы XIX в.

- Курган «Красная могила» — один из четырёх курганов в окрестностях города, на котором по легендам находилось языческое поселение дохристианских времен. В 1830 году на кургане, рядом с Красной могилой нашли клад, состоящий из монет в форме рыбьей чешуи и зерна.
- Мельница «Порхун» — водяная кирпичная мельница, а также дамба с двумя мостами были построены немецкими колонистами ещё в 1812 году. Эта местность получила название «Порхун», потому что вода порхала весной, то есть шумела. До 1917 года владельцем мельницы был Гавриил Васильевич Цуцман. Сама мельница работала до 1941 года.
- Памятник жертвам Тетиевского погрома 1920 г., крупнейшего погрома на территории Украины во время Гражданской войны, открыт в июне 2020 г.[11][12][13]

## Религиозные общины
- Свято-Успенская церковь
- Свято-Николаевская церковь
- Евангельские христиане-баптисты
- Церковь адвентистов 7-го дня
- «Свидетели Иеговы»

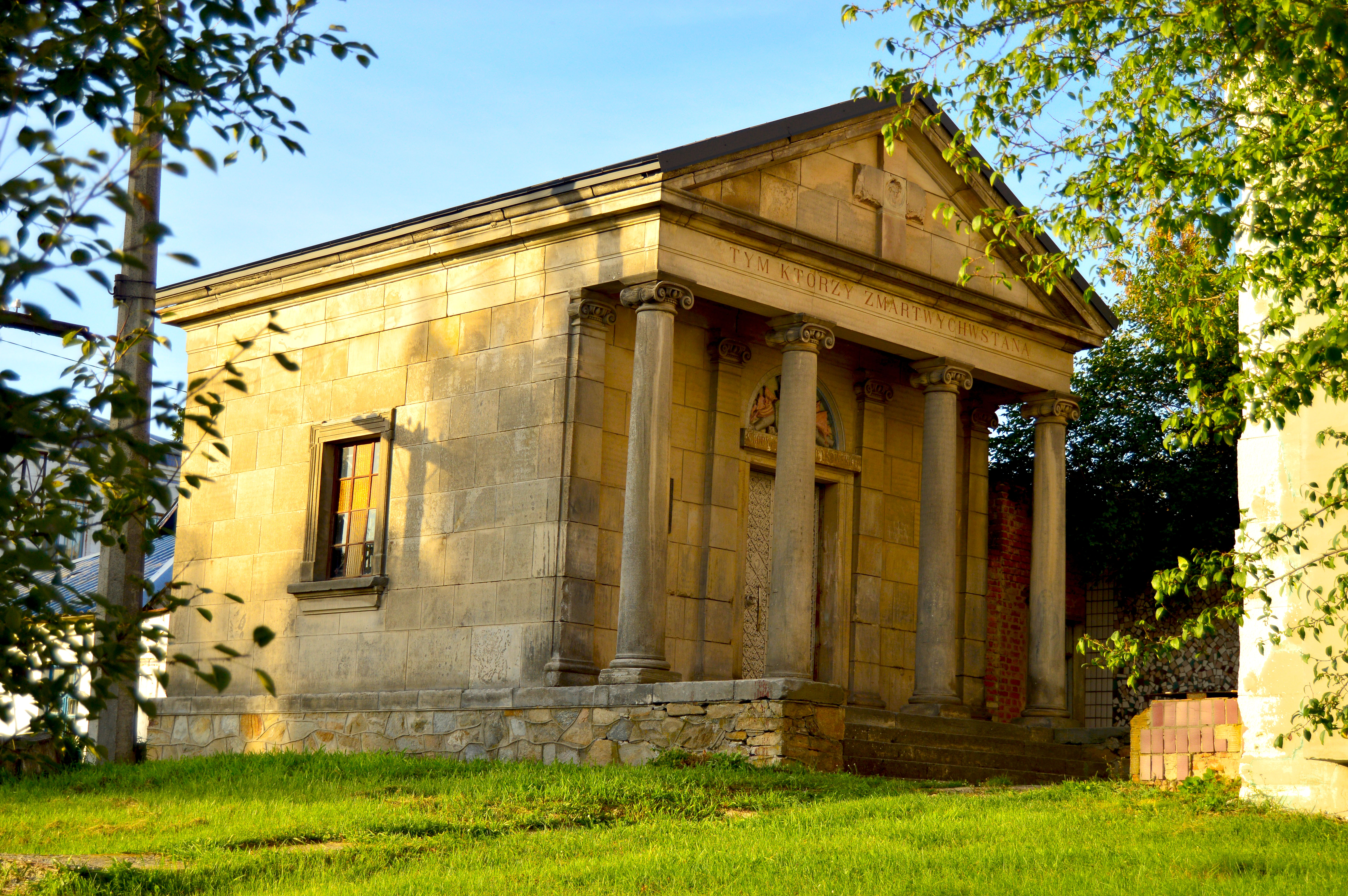
Часовня Свейковских

- Независимая поместная церковь христианская Нового Завета «Живое слово»
- Храм Всех Святых
- Римо-католическая парафия Всех Святых в Тетиеве[14]

## Медицина
- КП Коммунальное некомерционное предприятие «Тетиевский центр первичной медико-санитарной помощи» Тетиевского городского совета[15]
- Тетиевская центральная районная больница

## Образование
- 5 дошкольных учреждений («Берізка», «Веселка», «Калинка», «Оленка», «Сонечко»)
- 4 общеобразовательные школы[16]:

- Коммунальное учреждение «Тетиевское заведение общего среднего образования школа I—III ступеней № 1» Тетиевского городского совета Киевской области
- Тетиевский лицей № 2 Тетиевского городского совета Киевской области
- Коммунальное учреждение «Тетиевский образовательный центр — опорное заведение общего среднего образования I—III ступеней № 3» Тетиевского городского совета Киевской области
- Коммунальное учреждение «Тетиевский учебно-воспитательный комплекс» Гимназия — общеобразовательная школа I—III ступеней" Тетиевского городского совета Киевской области

- Центр внешкольного образования исполнительного комитета Тетиевского городского совета
- Инклюзивно-ресурсный центр Тетиевского городского совета Киевской области

## Учреждения культуры и спорта
- Дом культуры Тетиевской ОТГ
- Тетиевский городской дом культуры

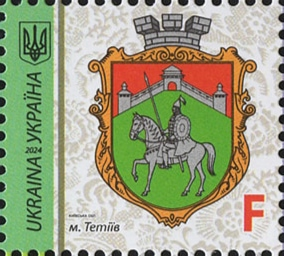
Стандартная марка с символикой города в серии «Гербы городов, поселков и сел Украины», Почта Украины, 2024 год.

- Тетиевская центральная библиотечная система
- Тетиевская детская музыкальная школа
- Историко-краеведческий музей
- Тетиевская районная общественная организация Детско-юношеская спортивная школа «КОЛОСОК»
- Стадион «Колос»

## Общественные организации
- ОО клуб НеМО «Дивосвіт»
- ОО футбольный клуб «Тетій»
- ОО «Спортивний клуб Тетіїв»
- ГО Тетиевское городское отделение Всеукраинского объединения ветеранов
- ОО Творческое объединение «Край»
- ОО «Єдина громада — єдина мета»
- ОО «Нектар»
- Ученическое самоуправление «РОСТ» (Республика органов самоуправления Тетиевщины)

## Города-партнеры
- Жоры — город в Силезском воеводстве Польши (с 22 апреля 2015)[17]
- Славутич (с 15 июля 2017)[18]
- Чортков — город в Тернопольской области Украины (с 12 мая 2019)